# フィウミチーノ
フィウミチーノ（伊: Fiumicino）は、イタリア共和国ラツィオ州ローマ県にある、人口約83,000人の基礎自治体（コムーネ）。
ローマの南西、ティレニア海に面する都市で、首都ローマの玄関口となるフィウミチーノ空港（レオナルド・ダ・ヴィンチ国際空港）が所在する。ローマ県では第3位のコムーネ人口を有する。

## 地理

### 位置・広がり
フィウミチーノの中心市街は、ローマ中心部から南西へ約24kmに位置し、ティレニア海に面している。チヴィタヴェッキアからは南東へ約51km、ラティーナからは北西へ約64kmの距離にある。
コムーネは面積はティレニア海に沿って南北に長い。面積は約213km2で、これはローマ県ではローマに次いで2番目に広い。

#### 隣接コムーネ
隣接するコムーネは以下の通り。
- アングイッラーラ・サバーツィア - 北
- ローマ - 東
- ラディスポリ - 北西
- チェルヴェーテリ - 北西

### 地勢
北にはカナーレ・ディ・トライアーノと名付けられた、テヴェレ川のデルタの支流がある。

### 気候分類・地震分類
フィウミチーノにおけるイタリアの気候分類 (it) および度日は、zona C, 1240 GGである。
また、イタリアの地震リスク階級 (it) では、zona 3B (sismicità bassa) に分類される。

## 歴史
フィウミチーノが独立の自治体（コムーネ）となったのは1992年のことで、それまではローマの一部であった。

## 行政

### 分離集落
フィウミチーノには、以下の分離集落（フラツィオーネ）がある。
- Aranova, Casale del Castellaccio, Focene, Fregene, Isola Sacra, Le Vignole, Maccarese, Palidoro, Passoscuro, Testa di Lepre, Torrimpietra, Tragliata, Tragliatella, Castel Campanile, Porto (città antica), Parco Leonardo

## 交通

### 空港
フィウミチーノ空港（（ローマ・）レオナルド・ダ・ヴィンチ国際空港）が所在する。チャンピーノ空港とともに、ローマ空港株式会社 (Aeroporti di Roma SpA) が運営にあたっている。